# Aílton Graça
Aílton Graça (São Paulo, 9 de setembro de 1964) é um ator, cenógrafo, bailarino e palhaço brasileiro. Recebeu aclamação da crítica por interpretar Majestade no filme Carandiru (2003), que o tornou conhecido. Consagrou-se nos anos seguintes por sua versatilidade e interpretação de tipos populares e boêmios. Ele é vencedor de vários prêmios, incluindo um Grande Otelo, um Prêmio Guarani e dois Prêmios Qualidade Brasil, além de ter recebido o festejado prêmio Kikito do Festival de Gramado.
Graça iniciou sua carreira em oficinas de teatro ao mesmo tempo em que trabalhava nos mais variados empregos para se sustentar. Somente em 2003, aos 39 anos, teve reconhecimento ao interpretar o traficante Majestade no filme policial Carandiru, de Hector Babenco, sendo elogiado pela crítica com a indicação o Prêmio Guarani de Melhor Revelação. Ele viu sua carreira alcançar novos ares ao ser convidado para atuar em América, novela exibida em 2005 pela TV Globo, na pele do desbocado Feitosa, que ficou popular entre a audiência e lhe rendeu diversos prêmios de revelação na televisão, incluindo o Melhores do Ano e os Prêmios Qualidade Brasil.
Ele, ao longo de sua carreira, especializou-se em personagens bon vivant e de personalidade mulherenga e boêmia. Mas, também, é reconhecido por sua versatilidade, sobre tudo em séries e filmes policiais. Recebeu sua primeira indicação ao Grande Otelo por seu trabalho no filme Contra Todos (2004), que também lhe rendeu seu primeiro Prêmio Guarani.  Na televisão, esteve em destaque nas novelas Cobras & Lagartos (2006), Sete Pecados (2007), Cama de Gato (2009), Avenida Brasil (2012) e Flor do Caribe (2013), além das séries Na Forma da Lei (2010), O Caçador (2014), Cidade Proibida (2017) e Carcereiros (2018).
Recebeu as distinções do Melhores do Ano e o Prêmio Extra na categoria de Melhor Ator Coadjuvante por sua performance como Xana Summer na novela Império, de 2014, que se tornou um de seus maiores sucessos da carreira. Nos anos recentes, destacou-se em Totalmente Demais (2015), O Sétimo Guardião (2018) e Volta por Cima (2024). Mas foi na pele do humorista Mussum na cinebiografia Mussum, o Filmis (2023) que consagrou sua atuação de múltiplas camadas ao receber o Grande Otelo de Melhor Ator, além do prestigiado prêmio do Festival de Cinema de Gramado.

## Início da vida

### Jornada profissional e formação artística
Nascido em São Paulo, em 9 de setembro de 1964, sua mãe era dona de casa e seu pai trabalhava como porteiro em um hospital. Cresceu no bairro de Americanópolis, na periferia da capital paulista.
Embora Aílton tenha passado um período como camelô, seu amor pelo carnaval sempre foi uma constante em sua vida, influenciado pela vibrante cultura de sua cidade natal. Desde os tempos de escola, sua paixão pela dramaturgia se destacou, levando-o a se envolver no universo teatral por meio de diversas produções amadoras. Antes de se consolidar nas artes, Aílton exerceu várias funções, como fiscal de lotação e vendedor em uma loja de sapatos, experiências que moldaram sua visão de mundo. Sua conexão com a arte se aprofundou ao se tornar servidor público no IAMSPE, onde se engajou em um projeto artístico voltado para o lazer dos pacientes, colaborando com talentosos atores da renomada Escola de Artes Dramáticas da USP.
Nos anos 80, Aílton decidiu aprimorar suas habilidades, formando-se na Oficina Vocal do Centro Cultural de São Paulo e aventurando-se no fascinante universo das técnicas circenses no Circo Escola Picadeiro. Durante dois anos, entre 1986 e 1988, teve a honra de ser aluno do célebre diretor Antunes Filho, participando dos ensaios de clássicos como Macunaíma e A Hora e a Vez de Augusto Matraga, embora não tenha se apresentado oficialmente nessas montagens. Além de sua notável trajetória nas artes, Aílton Graça sempre se destacou por seu comprometimento com causas sociais. Suas origens humildes e a vivência na periferia de São Paulo o tornaram profundamente sensível às questões sociais e econômicas enfrentadas pelas comunidades menos favorecidas, refletindo um engajamento que transcende sua carreira artística.

## Carreira

### 2001—05: Primeiros trabalhos e reconhecimento
Em 2001, reatou seu contato com os palcos do teatro em Babilônia, do grupo Folias d'Arte, após cerca de oito anos de oficinas esporádicas. Em 2002, foi mestre-sala e coreógrafo de comissão de frente das escolas de samba Gaviões da Fiel e União Independente da Zona Sul. No entanto, foi em 2003 que viu sua carreira deslanchar. No papel do traficante Majestade, ele fez sua estreia no cinema com o o premiado filme de drama Carandiru, dirigido por Hector Babenco, conta algumas das histórias dos detentos do presídio homônimo, que foi a maior prisão da América Latina. O ator disputou o papel com cerca de 2.700 outros candidatos nos 16 testes realizados para a escolha do ator. Sua atuação no filme lhe rendeu elogios da crítica e, além de ganhar um prêmio coletivo de atuação no Festival de Cinema de Cartagena, na Colômbia, ainda recebeu indicações como melhor ator coadjuvante no Prêmio Qualidade Brasil e melhor revelação no Prêmio Guarani.
Ainda em 2003, vive um grande momento no teatro ao protagonizar o espetáculo Otelo, em parceria com o grupo Folias d'Arte, onde interpreta seu primeiro personagem shakespeariano, o emblemático Otelo, o mouro negro que eleva sua condição de plebeu a estrategista militar do governo de Veneza. A participação no filme Carandiru, lhe rendeu convite para atuar na televisão em uma participação especial no episódio "Sábado" da série Cidade dos Homens, na TV Globo, em 2003. Ainda celebrando suas primeiras conquistas na carreira, ele logo foi convidado pelo diretor Roberto Moreira para protagonizar o filme Contra Todos, em 2004, no papel do matador de aluguel Waldomiro. Inicialmente, o personagem seria um homem branco, mas o diretor mudou o perfil do papel após conhecer Aílton e querer o ator em sua obra. Mais uma vez viu seu trabalho ser reconhecido pela crítica. Ele recebeu indicação da Academia Brasileira de Cinema ao Grande Otelo de Melhor Ator e venceu o Prêmio Guarani de Melhor Ator Coadjuvante, além de ser eleito melhor ator pelo Festival de Cinema Luso-Brasileiro de Santa Maria.
Em 2004, faz uma participação especial no filme dramático Nina, de Heitor Dhalia, no papel de um policial. No mesmo ano, atua em mais um sucesso comercial no cinema em Meu Tio Matou um Cara, de Jorge Furtado, atuando com Lázaro Ramos e Dira Paes, onde ele interpreta o pai do protagonista Duca (Darlan Cunha), um jovem que quer provar a inocência de seu tio (Lázaro Ramos) do assassinato de um homem. É convidado para participações especiais no seriado A Diarista, estrelado por Cláudia Rodrigues, atuando como o porteiro Valdir, o namorado da protagonista Marinete no episódio piloto e no episódio "Mulheres que Enchem o Saco Demais" da primeira temporada.
Em 2005, destacou-se em sua primeira telenovela, América, de Glória Perez, interpretando o carismático Feitosa, um homem falante que vive sob a proteção excessiva de sua mãe, Diva (Neusa Borges), que se intromete em sua vida, especialmente em suas questões amorosas. No início da trama, Feitosa namora a batalhadora Islene (Paula Burlamaqui), que não é bem aceita por Diva, que duvida de sua fidelidade e faz de tudo para separá-los. Para complicar a situação, a falsa evangélica Creusa (Juliana Paes) seduz Feitosa com o apoio de Diva, com quem acaba se casando. A novela ampliou a visibilidade de Aílton na televisão, abrindo portas para sua carreira na teledramaturgia. Ele foi reconhecido como a revelação do ano em várias premiações, incluindo o Melhores do Ano, Prêmio Qualidade Brasil e Prêmio Contigo! de TV, que também indicou sua parceria com Paula Burlamaqui na categoria de Melhor Par Romântico.

### 2006—09: Prosseguimento da carreira
Colhendo os frutos de sua visibilidade adquirida em América, Aílton passou a ser requisitado para papéis expressivos em produções da TV Globo. Em 2006, ele foi escalado para o elenco da novela das sete Cobras & Lagartos, de João Emanuel Carneiro, para interpretar Ramires Miranda Café, o pai do personagem Foguinho, interpretado por Lázaro Ramos. Na trama, ele é um homem que explorava o filho quando este era pobre, fazendo-o trabalhar de homem-sanduíche nas ruas do Saara, mas junto com sua esposa Shirley (Elizângela) e os demais filhos Téo (Iran Malfitano) e Sandrinha (Maria Maya), por interesse, passa a bajular ele quando recebe a herança de um poderoso empresário.
Apesar de intensificar os trabalhos na televisão, o ator sempre desenvolveu trabalhos no cinema, onde teve uma variedade de trabalhos em diferentes gêneros. Em 2006, ainda, aparece nos filmes de comédia Tapete Vermelho, Muito Gelo e Dois Dedos D'Água e Trair e Coçar É Só Começar, fazendo par romântico com Adriana Esteves neste último, que trata-se de uma adaptação de um sucesso do teatro escrito por Marcos Caruso e Jandira Martini. Em 2007, retorna aos cinemas no drama Querô, baseado no romance Querô, uma Reportagem Maldita, de Plínio Marcos, que conta a história de um adolescente abandonado que, após a morte da mãe, sobrevive sozinho em uma região violenta. Em dezembro de 2007, Aílton substituiu Lázaro Ramos no final da temporada paulistana da peça O Método Grönholm. E, no mesmo ano, interpreta seu primeiro vilão na novela das sete Sete Pecados, de Walcyr Carrasco, na pele de Barão, braço-direito da vilã Agatha (Cláudia Raia), por quem é apaixonado e ajuda a comandar uma sociedade secreta de crimes.
Em 2008, retorna ao horário das sete na novela Três Irmãs, de Antônio Calmon, na pele do pescador Jacaré. Um típico malandro de praia, sempre simpático. No passado, ele se apaixonou por uma famosa atriz francesa que visitou sua cidade e viveu um intenso romance em apenas um dia. Ainda obcecado, guarda em segredo tudo que lhe lembra ela. Apesar de ter se casado com outra mulher, Janaína (Solange Couto), não é muito de trabalhar arduamente, mas ajuda sua esposa, que é dona de uma pousada. Ainda neste ano, foi convidado para participações especiais nos seriados Casos e Acasos e A Grande Família, além de atuar no filme de comédia A Guerra dos Rocha, de Jorge Fernando, e na comédia dramática Os Desafinados, de  Walter Lima Jr.
Em 2009, atua na novela das seis Cama de Gato, de Thelma Guedes e Duca Rachid, na pele do personagem Tião. Ele é ex-marido de Rose (Camila Pitanga) e pai de seus quatro filhos—Tarcísio (Heslander Vieira), Glória (Raquel Fuina), Francisco (Gustavo Maya) e Regina (Julyana Garcia)—ele é um homem acomodado e mulherengo. Usa uma doença cardíaca como justificativa para não trabalhar, preferindo passar os dias jogando sinuca ou conversando no bar. Atualmente, é namorado de Heloísa (Emanuelle Araújo) e, assim como ela, reside na pensão de Dona Genoveva (Rosi Campos). No entanto, acaba vivendo de favor na casa de Bené (Marcello Novaes) por não trabalhar.

### 2010—19: Amadurecimento e diversificação de personagens

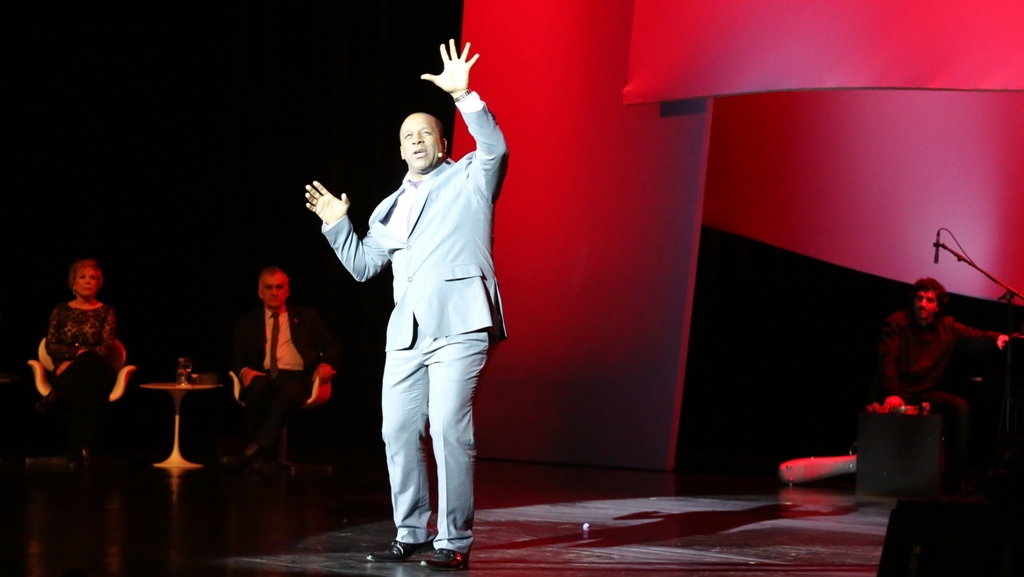
Ailton na entrega de medalhas da Ordem do Mérito Cultural 2013.

Em 2010, atua na série policial Na Forma da Lei, que acompanha cinco estudantes de direito anos depois de sua formação, que são marcados pela morte de um de seus amigos durante a graduação, interpretando o Delegado Moreira. Aparece no episódio "A Vingativa do Méier" de As Cariocas e é escalado para a 18ª temporada de Malhação, onde interpretou José Pinto. Neste ano ainda, esteve no filme, também de temática policial, Segurança Nacional, de Roberto Carminati, que tinha como plano de fundo o combate ao terrorismo e as ações de segurança nacional do exército, interpretado o agente de polícia Daniel. Também está no elenco de Bróder, filme dramático dirigido por Jeferson De. Pela interpretação de Seu Francisco, homem honesto que é padrasto do protagonista envolvido no crime, recebeu uma indicação ao Grande Otelo, como melhor ator coadjuvante.
Produziu e atuou no filme de comédia Família Vende Tudo, em 2011, dirigido por Alain Fresnot. No ano seguinte, em 2012, volta ao horário das nove na novela Avenida Brasil, retomando parceria com João Emanuel Carneiro após Cobras & Lagartos. Na trama, ele interpreta Silas, proprietário de um carro de mensagens e de um bar no Divino. Simpático e boêmio, é profundamente apaixonado por Monalisa (Heloísa Perissé), com quem mantém um relacionamento há anos e sonha em se casar, mas ela sempre se esquiva. Além disso, também se envolve com Olenka (Fabíula Nascimento), a melhor amiga de Monalisa. Em 2013, atua na novela das seis Flor do Caribe, de Walther Negrão, no papel de Quirino, um faz-tudo na cidade da trama, que às vésperas de se tornar padre, abandona a batina por se apaixonar por Doralice (Rita Guedes).
Em 2014, surge na pele de um delegado durante uma participação na série policial O Caçador, que tem Cauã Reymond no papel de um ex-policial recém saído da prisão tentando provar sua inocência. Aílton interpreta o Delegado Lopes, o único que estende a mão ao ex-policial quando este sai da cadeia, propondo-lhe um novo trabalho de investigação: um caçador de recompensas. Seu trabalho seguinte na televisão foi completamente distinto do que havia feito em sua carreira. O ator foi convidado para atuar como Xana Summer na novela das nove Império, de Aguinaldo Silva. Ele é cross-dresser, proprietário de uma pensão e de um salão de beleza no bairro de Santa Teresa. Amigo e conselheiro de todos ao seu redor, incluindo a protagonista Cristina (Leandra Leal), é sempre amável e carinhoso, mas também extremamente sincero. Adora crianças e sonha em adotar um filho. Apesar do sucesso popular, o personagem dividiu opiniões da crítica quanto a interpretação caricata. O personagem lhe rendeu os prêmios de melhor ator coadjuvante no Melhores do Ano e no Prêmio Extra de Televisão, além de outras indicações.
Em 2015, entra para o elenco da novela das sete Totalmente Demais, um sucesso de audiência escrito por Rosane Svartman e Paulo Halm, para interpretar o mulherengo Florisval. Considerado um "Don Juan" do subúrbio, ele é ex-marido de Rosângela (Malu Galli), a quem vive enganando e brigando por conta do dinheiro da pensão dos filhos. Ele trabalha como motorista de Carolina (Juliana Paes). Após fazer uma participação em Mister Brau (2017), foi escalado para o elenco da série Cidade Proibida, onde mais uma vez interpreta um delegado, Paranhos, um homem com valores morais rígidos na profissão e na família.
Em 2018, interpreta Juscelino na primeira temporada da série policial Carcereiros, sendo o diretor de segurança e chefe dos carcereiros do presídio que serve de cenário principal da série. Nesse ano, também, volta às novelas em O Sétimo Guardião, em mais uma parceria com Aguinaldo Silva, que marcava o retorno do autor ao realismo fantástico, um estilo de narrativa perpetuado em trabalhos anteriores. A novela tinha como enredo central os guardiães de uma entidade secreta existente na pequena cidade de Serro Azul, responsáveis por guardar e proteger uma fonte com poderes milagrosos. Na trama, ele interpreta o Padre Ramiro, um homem de forte vocação religiosa, mas com um temperamento explosivo. Constantemente em conflito com Mirtes (Elizabeth Savalla), que tenta interferir em sua igreja, ao longo da história ele desvendará o segredo dos guardiães. Em dezembro de 2019, Aílton assume a presidência de uma das escolas de samba mais antigas do Carnaval de São Paulo, a Lavapés.

### 2020—presente:Mussum, o Filmise projetos recentes
Em janeiro de 2020, faz uma participação especial na fase inicial da novela das sete Salve-se Quem Puder, de Daniel Ortiz, interpretando o juiz Vitório Albuquerque, que é assassinado por queima de arquivo pelos vilões da trama em Cancún. Também esteve no especial Falas Negras, exibido no feriado da Consciência Negra, interpretando o geógrafo Milton Santos. No cinema, é mais uma vez dirigido por Jefferson De em M8 - Quando a Morte Socorre a Vida (2020), que lhe rende a indicação de melhor ator no Festival Sesc Melhores Filmes. Em 2021, interpreta um dos protagonistas da comédia Galeria Futuro, de Afonso Poyart. No filme, os três amigos de infância Valentim (Marcelo Serrado), Kodak (Otavio Muller) e Eddie (Ailton Graça) trabalham juntos como lojistas em um espaço comercial chamado Galeria Futuro. A situação econômica da galeria não se encontra bem e eles são surpreendidos por uma proposta milionária de um pastor que deseja transformar o centro comercial em uma igreja evangélica.
Fez uma participação especial na quarta temporada da série Sob Pressão (2021), no episódio oito, onde ele aparece no hospital da série como pai de um jovem que foi vítima de um trote racista e tem uma grave reação alérgica à tinta branca, espalhada por seu corpo pelos demais estudantes. Ele passa pelo conflito de tentar ser subornado pelo pai de um dos agressores para não denunciar o filho. Estrelou o filme O Pai da Rita (2022), de Joel Zito Araújo, ao lado de Wilson Roque e Jéssica Barbosa, numa trama que apresenta dois amigos boêmios que tiveram um amor em comum no passado, uma mulher que sumiu mas deixou uma filha que desconhece a paternidade.
Em 2022, atua na série Rota 66, baseada no livro homônimo do jornalista Caco Barcellos. Na série, que aborda a truculência policial, ele interpreta o sargento Homero Gama, que também é professor da academia e tem seu destino mudado quando a violência atinge o seu núcleo familiar, promovendo uma reviravolta em sua vida. Neste ano, volta ao elenco fixo de uma novela após quase cinco anos em Travessia, trama das nove de Glória Perez, como Monteiro, um professor de história que, como passa mais tempo em casa do que sua esposa advogada e executiva, vive preocupado com questões dos filhos. No ano seguinte, atua na série do Star+ Compro Likes, que acompanha um ator fracassado em busca de reconhecimento na internet.
O ator chamou a atenção da crítica e do público ao interpretar seu primeiro protagonista no cinema na cinebiografia Mussum: O Filmis, em 2023, onde deu vida ao humorista Mussum. Dirigido por Silvio Guindane, o filme recebeu elogios logo na divulgação do pôster, em grande parte pela caracterização do ator, que chegou a realizar harmonização facial para se assemelhar ao humorista. Em sua estreia no Festival de Gramado, ele foi consagrado pelo júri com o Kikito de Melhor Ator. Esse trabalho marca uma retomada da parceria com a atriz Neusa Borges, que novamente interpreta sua mãe, após o sucesso na novela América, de 2005. A qualidade da produção também se refletiu na bilheteira, que alcançou grandes números em seu lançamento comercial. A atuação de Aílton foi amplamente elogiada, rendendo-lhe o Grande Otelo de Melhor Ator pela Academia Brasileira de Cinema.
Em 2024, retorna às novelas em Volta Por Cima, escrita por Cláudia Souto e exibida no horário das sete. O ator volta a contracenar com Viviane Araújo, sua parceira desde Império (2014), dessa vez como par romântico. Aílton interpreta Edson Bacelar, um poderoso empresário e dono da Viação Formosa, herdada de seu pai, onde trabalham alguns personagens da trama. Casado com Rosana (Viviane Araújo), uma ex-rainha de bateria que busca a juventude eterna, Edson é pai do jovem Nando (Gabriel D’Aleluia). Embora a família Bacelar seja muito rica, Edson mantém hábitos simples e só se deixa levar pela ostentação em eventos sociais para agradar à esposa, mesmo não se sentindo à vontade nesses lugares.

## Vida pessoal
Ailton Graça sempre manteve sua vida privada muito discreta. O ator é casado com a também atriz Kátia Naiane há mais de vinte anos, com quem não teve filhos. O casal é discreto com a vida pessoal e quase não é visto junto em eventos.

## Filmografia

### Televisão
| Ano  | Título                       | Papel                                      | Nota                                                                      |
| ---- | ---------------------------- | ------------------------------------------ | ------------------------------------------------------------------------- |
| 1990 | Rainha da Sucata             | Segurança da Sucata                        | Episódio: "18 de outubro"                                                 |
| 2003 | Cidade dos Homens            | Picote                                     | Episódio: "Sábado"                                                        |
| 2003 | A Diarista                   | Valdir                                     | Especial de fim de ano                                                    |
| 2004 | A Diarista                   | Valdir                                     | Episódios: "Mulheres que Enchem o Saco Demais" "Aquele da Volta da Sósia" |
| 2005 | Carandiru, Outras Histórias  | Majestade                                  |                                                                           |
| 2005 | América                      | José Feitosa (Feitosa)                     |                                                                           |
| 2006 | Cobras & Lagartos            | Ramires Miranda Café                       |                                                                           |
| 2007 | Sete Pecados                 | Barão                                      |                                                                           |
| 2008 | Três Irmãs                   | Clodoaldo Astrogildo da Conceição (Jacaré) |                                                                           |
| 2008 | Casos e Acasos               | Denis                                      | Episódio: "O Encontro, O Assédio e O Convite"                             |
| 2008 | Casos e Acasos               | Ricardo                                    | Episódio: "A Prova, a Namorada e a Isca"                                  |
| 2008 | A Grande Família             | Alberto                                    | Episódio: "O Maníaco do Subúrbio"                                         |
| 2009 | Cama de Gato                 | José Sebastião dos Santos (Tião)           |                                                                           |
| 2010 | Na Forma da Lei              | Delegado Moreira                           |                                                                           |
| 2010 | As Cariocas                  | Djalma                                     | Episódio: "A Vingativa do Méier"                                          |
| 2010 | Malhação                     | José Pinto (Seu Pintinho)                  |                                                                           |
| 2012 | Avenida Brasil               | Paulo Silas (Silas)                        |                                                                           |
| 2013 | Flor do Caribe               | Quirino Pereira                            |                                                                           |
| 2014 | O Caçador                    | Delegado Lopes                             |                                                                           |
| 2014 | Império                      | Xana Summer / Adalberto da Silva           |                                                                           |
| 2015 | Totalmente Demais            | Florisval Pereira                          |                                                                           |
| 2017 | Mister Brau                  | Rui                                        | Episódio: "27 de junho"                                                   |
| 2017 | Cidade Proibida              | Delegado Paranhos                          |                                                                           |
| 2018 | Carcereiros                  | Juscelino                                  |                                                                           |
| 2018 | O Sétimo Guardião            | Padre Ramiro                               |                                                                           |
| 2020 | Salve-se Quem Puder          | Juiz Vitório Albuquerque                   | Episódios: "27–29 de janeiro                                              |
| 2020 | Falas Negras                 | Milton Santos                              |                                                                           |
| 2021 | Sob Pressão                  | Genésio Azevedo                            | Episódio: "30 de setembro"                                                |
| 2022 | Família Paraíso              | Antônio Maria                              | Episódio: "O Baile"                                                       |
| 2022 | Rota 66 - A Polícia que Mata | Homero Gama                                |                                                                           |
| 2022 | Travessia                    | Abdias Monteiro (Monteiro)                 |                                                                           |
| 2023 | Compro Likes                 | Ayrton Alencar                             | Episódio: "#BasicBroWagner"                                               |
| 2024 | Volta por Cima               | Edson Bacelar                              |                                                                           |
| 2025 | Pablo & Luisão               | Luis Vieira da Silva (Luisão)              |                                                                           |

### Cinema
| Ano  | Título                                         | Personagem                        | Notas                     |
| ---- | ---------------------------------------------- | --------------------------------- | ------------------------- |
| 2003 | Carandiru                                      | Majestade                         |                           |
| 2004 | Nina                                           | Policial                          |                           |
| 2004 | Contra Todos                                   | Waldomiro                         |                           |
| 2004 | Meu Tio Matou um Cara                          | Laerte                            |                           |
| 2006 | Tapete Vermelho                                | Mané Charreteiro                  |                           |
| 2006 | Muito Gelo e Dois Dedos D'Água                 | Sargento Nelson                   |                           |
| 2006 | Trair e Coçar É Só Começar                     | Nildomar                          |                           |
| 2006 | Muita Alegria e 40 Graus de Calor              | Ele mesmo                         | Documentário              |
| 2006 | Veias e Vinhos - Uma História Brasileira       |                                   |                           |
| 2007 | Querô - Uma Reportagem Maldita                 | Brandão                           |                           |
| 2008 | A Guerra dos Rocha                             | Marcondes                         |                           |
| 2008 | Os Desafinados                                 | Marcos                            |                           |
| 2009 | Tempos de Paz                                  | Honório                           |                           |
| 2009 | Condomínio Jaqueline                           | Roque                             |                           |
| 2009 | Verônica                                       | Major Diniz                       |                           |
| 2009 | Quanto Dura o Amor?                            | Zelador                           |                           |
| 2010 | Segurança Nacional                             | Daniel                            |                           |
| 2010 | Bróder                                         | Francisco                         |                           |
| 2011 | Família Vende Tudo                             | Oberdã                            | Também produtor associado |
| 2012 | Até Que a Sorte nos Separe                     | Adelson / Jaques                  |                           |
| 2015 | Até que a Sorte nos Separe 3: A Falência Final | Adelson / Jaques                  |                           |
| 2015 | O Lucro Acima da Vida                          | Clodoaldo                         |                           |
| 2017 | Todas as Manhãs do Mundo                       | Sol (voz)                         | Documentário              |
| 2017 | D.P.A - O Filme                                | Temporão                          |                           |
| 2018 | Finding Josef                                  | Tião                              |                           |
| 2018 | Mare Nostrum                                   | João Hanemann                     |                           |
| 2019 | Correndo Atrás                                 | Paulo Gale (Ventania)             |                           |
| 2020 | O Grande Cortejo da Memória Paulistana         | Joaquim Pinto de Oliveira (Tebas) | Documentário ficcional    |
| 2020 | M8 - Quando a Morte Socorre a Vida             | Sá                                |                           |
| 2021 | Galeria Futuro                                 | Eddie                             |                           |
| 2022 | O Pai da Rita                                  | Pudim                             |                           |
| 2023 | Mussum, o Filmis                               | Mussum                            |                           |
| 2024 | Dona Lurdes - O Filme                          | Sinvaldo (Pocadão das Tilhas)     |                           |

### Videoclipe
| Ano  | Música                             | Artista          |
| ---- | ---------------------------------- | ---------------- |
| 2017 | "Verão Pra Te Aquecer"             | Grupo Dose Certa |
| 2019 | "Pequenas Alegrias da Vida Adulta" | Emicida          |

### Dublagem
| Ano  | Título               | Papel           |
| ---- | -------------------- | --------------- |
| 2019 | Meu Nome é Liberdade | Samuel Fraunces |

## Teatro
| Ano     | Título                 | Papel           |
| ------- | ---------------------- | --------------- |
| 2001    | Babilônia              |                 |
| 2003    | Otelo                  | Otelo           |
| 2007–08 | O Método Grönholm      | Fernando Pontes |
| 2011    | A Vida que Pedi, Adeus | Armando         |
| 2015    | Intocáveis             | Driss           |
| 2016–17 | Solidão                | Cigano Chema    |

## Prêmios e indicações
| Ano  | Prêmio                                            | Categoria                                   | Nomeações                          | Resultado |
| ---- | ------------------------------------------------- | ------------------------------------------- | ---------------------------------- | --------- |
| 2003 | Prêmio Arte Qualidade Brasil - RJ                 | Melhor Ator Coadjuvante                     | Carandiru                          | Indicado  |
| 2003 | Prêmio Arte Qualidade Brasil - SP                 | Melhor Ator Coadjuvante                     | Carandiru                          | Indicado  |
| 2004 | Festival Internacional de Cinema de Cartagena     | Melhor Ator Coadjuvante (com elenco)        | Carandiru                          | Venceu    |
| 2004 | Prêmio Guarani de Cinema Brasileiro               | Melhor Revelação                            | Carandiru                          | Indicado  |
| 2004 | Festival de Cinema Luso-Brasileiro de Santa Maria | Melhor Ator                                 | Contra Todos                       | Venceu    |
| 2005 | Grande Prêmio do Cinema Brasileiro                | Melhor Ator                                 | Contra Todos                       | Indicado  |
| 2005 | Prêmio Guarani de Cinema Brasileiro               | Melhor Ator Coadjuvante                     | Contra Todos                       | Venceu    |
| 2005 | Prêmio Arte Qualidade Brasil - RJ                 | Melhor Ator Coadjuvante em Cinema           | Meu Tio Matou um Cara              | Indicado  |
| 2005 | Prêmio Arte Qualidade Brasil - RJ                 | Melhor Ator Revelação                       | América                            | Venceu    |
| 2005 | Prêmio Arte Qualidade Brasil - SP                 | Melhor Ator Revelação                       | América                            | Venceu    |
| 2005 | Melhores do Ano                                   | Melhor Ator Revelação                       | América                            | Venceu    |
| 2005 | Troféu Raça Negra                                 | Melhor Ator de Televisão                    | América                            | Venceu    |
| 2005 | Prêmio Extra de Televisão                         | Melhor Ator Revelação                       | América                            | Indicado  |
| 2006 | Prêmio Contigo! de TV                             | Revelação da TV                             | América                            | Venceu    |
| 2006 | Prêmio Contigo! de TV                             | Melhor Par Romântico (com Paula Burlamaqui) | América                            | Indicado  |
| 2006 | Prêmio TV Press                                   | Melhor Ator Revelação                       | América                            | Venceu    |
| 2006 | Prêmio UOL e PopTevê de Televisão                 | Melhor Ator Revelação                       | América                            | Venceu    |
| 2006 | Prêmio Contigo! de Cinema Nacional                | Melhor Ator Coadjuvante                     | Meu Tio Matou um Cara              | Indicado  |
| 2007 | Prêmio Arte Qualidade Brasil                      | Melhor Ator Coadjuvante                     | Cobras e Lagartos                  | Indicado  |
| 2010 | Prêmio Contigo! de TV                             | Melhor Ator Coadjuvante                     | Cama de Gato                       | Indicado  |
| 2010 | Prêmio Arte Qualidade Brasil                      | Melhor Ator Coadjuvante                     | Cama de Gato                       | Indicado  |
| 2012 | Grande Prêmio do Cinema Brasileiro                | Melhor Ator Coadjuvante                     | Bróder                             | Indicado  |
| 2014 | Prêmio Extra de Televisão                         | Melhor Ator Coadjuvante                     | Império                            | Venceu    |
| 2014 | Prêmio Quem de Televisão                          | Melhor Ator Coadjuvante                     | Império                            | Indicado  |
| 2014 | Melhores do Ano                                   | Melhor Ator Coadjuvante                     | Império                            | Venceu    |
| 2015 | Prêmio Contigo! de TV                             | Melhor Ator Coadjuvante                     | Império                            | Indicado  |
| 2019 | Grande Prêmio do Cinema Brasileiro                | Melhor Ator Coadjuvante                     | Mare Nostrum                       | Indicado  |
| 2020 | Festival Sesc Melhores Filmes                     | Melhor Ator Nacional                        | M8 - Quando a Morte Socorre a Vida | Indicado  |
| 2023 | Festival Sesc Melhores Filmes                     | Melhor Ator Nacional                        | O Pai da Rita                      | Indicado  |
| 2023 | Festival de Cinema de Gramado                     | Melhor Ator                                 | Mussum, o filmis                   | Venceu    |
| 2023 | Splash Awards                                     | Melhor Atuação em Filme Nacional            | Mussum, o filmis                   | Indicado  |
| 2023 | Prêmio Potências!                                 | Ator do Ano                                 | Mussum, o filmis                   | Indicado  |
| 2023 | Veja Rio - Cariocas do Ano                        | Cinema                                      | Mussum, o filmis                   | Venceu    |
| 2024 | Prêmio Platino                                    | Melhor Ator de Filme                        | Mussum, o filmis                   | Indicado  |
| 2024 | Festival Sesc Melhores Filmes                     | Melhor Ator Nacional voto da crítica)       | Mussum, o filmis                   | Venceu    |
| 2024 | Festival Sesc Melhores Filmes                     | Melhor Ator Nacional voto do público)       | Mussum, o filmis                   | Venceu    |
| 2024 | Prêmio Grande Otelo                               | Melhor Ator de Filme                        | Mussum, o filmis                   | Venceu    |
| 2024 | Splash Awards                                     | Melhor Atuação em Filme Nacional            | Mussum, o filmis                   | Pendente  |
| 2024 | Prêmio F5                                         | Melhor Atuação em Filme                     | Mussum, o filmis                   | Pendente  |
| 2024 | Prêmio Ubuntu Potências Negras                    | Cenas Pretas (Ator)                         | Volta por Cima                     | Venceu    |
| 2024 | Melhores do Ano                                   | Ator Coadjuvante                            | Volta por Cima                     | Indicado  |